# Comté de Franklin (Nebraska)
Pour les articles homonymes, voir Comté de Franklin.
Le comté de Franklin est un comté de l'État du Nebraska, aux États-Unis. Son siège est la ville de Franklin.

## Photos

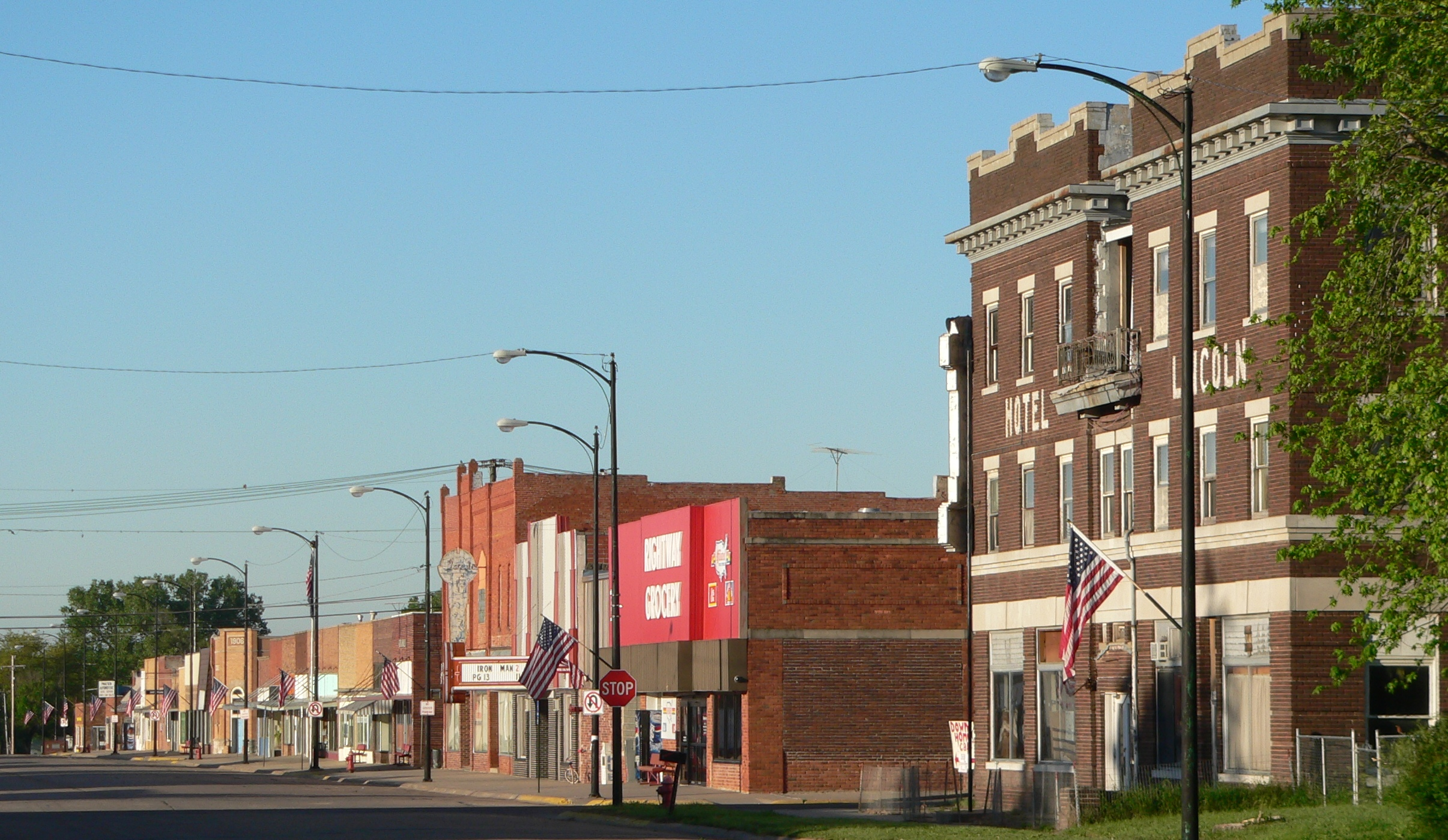
15e avenue, Franklin
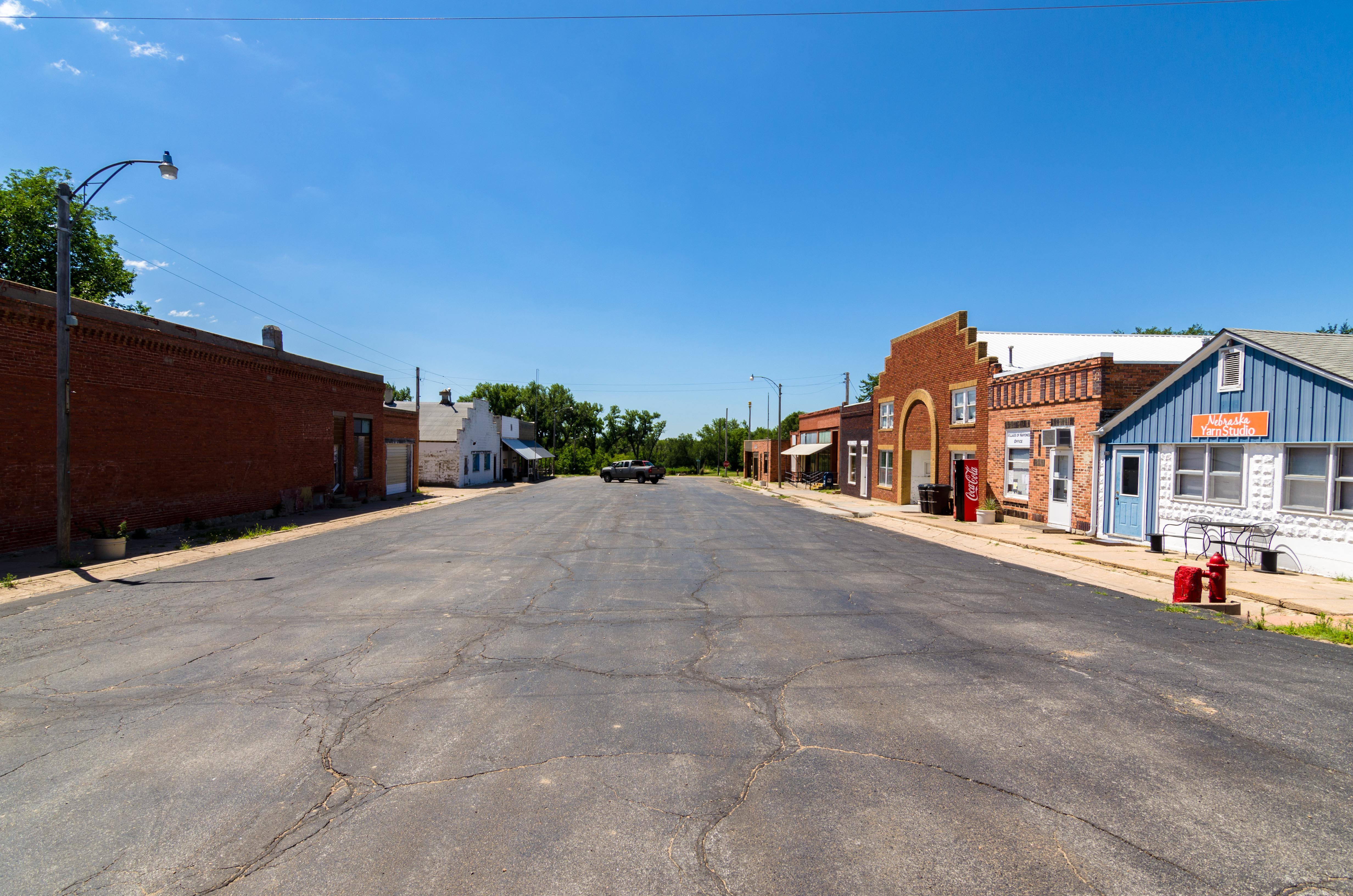
Naponee.